# Heribert Weber
Heribert Weber (n. Pöls, Austria, 28 de junio de 1955) es un exfutbolista y actual entrenador austriaco, que jugaba de defensa y militó en diversos clubes de Austria.

## Selección nacional
Con la Selección de fútbol de Austria, disputó 68 partidos internacionales y anotó solo un gol. Incluso participó con la selección austriaca, en 2 ediciones de la Copa Mundial. La primera participación de Weber en un mundial, fue en la edición de Argentina 1978 y la segunda fue en España 1982, donde su selección quedó eliminado, en la segunda fase de ambas citas mundialistas.

### Participaciones en Copas del Mundo
| Mundial                        | Sede      | Resultado    |
| ------------------------------ | --------- | ------------ |
| Copa Mundial de Fútbol de 1978 | Argentina | Segunda Fase |
| Copa Mundial de Fútbol de 1982 | España    | Segunda Fase |

## Clubes
| Club              | País    | Año       |
| ----------------- | ------- | --------- |
| Strum Graz        | Austria | 1974-1978 |
| Rapid Viena       | Austria | 1978-1989 |
| Austria Salzburgo | Austria | 1989-1994 |